# Akinori Kosaka
Akinori Kosaka (小阪 昭典 Kosaka Akinori?), född 14 september 1975 i Fukui prefektur, är en japansk före detta fotbollsspelare.
Kosaka började sin karriär 1998 i Omiya Ardija. Han spelade 99 ligamatcher för klubben. Han avslutade karriären 2002.